# Little Children
Little Children è un film drammatico del 2006 diretto da Todd Field, basato sul romanzo Bravi bambini di Tom Perrotta.

## Trama
Sarah Pierce è una moglie annoiata e madre premurosa che vive in una bella casa in un sobborgo di Boston. Pur essendo vicina a concludere un dottorato in lingua inglese, per amore del marito e della figlia in arrivo, quattro anni prima ha lasciato gli studi per dedicarsi completamente alla famiglia e alla gestione della casa. Un giorno scopre, a malincuore, che il marito Richard, manager di successo, ha una dipendenza con la pornografia in Internet: lo sorprende mentre si sta masturbando nel suo studio di casa con delle mutandine in faccia spedite dalla sua webcam girl preferita. Nel frattempo Sarah incontra Brad Adamson, un laureato in legge a cui manca l'esame finale da avvocato che per due volte ha fallito. L'uomo ha un figlio Aaron di 4 anni ed è sposato con Kathy in un matrimonio apparentemente riuscito, ma freddo, basato sull'amicizia più che sulla passione, l'intimità e la complicità. Sarah e Brad iniziano a frequentarsi dal momento che i loro due figli giocano assieme nello stesso parco e nella stessa piscina.
Formalmente Brad è un uomo sposato e con un figlio, ma non ha ancora trovato un equilibrio personale per la propria maturità: passa troppo tempo a far finta di studiare in bar frequentati da studenti molto più giovani di lui. Un giorno incontra Larry Hedges, un ex agente della polizia, congedato per avere ucciso un ragazzo che giocava con una pistola finta in un centro commerciale. A lui racconta che il pedofilo Ronnie J. McGorvey, che abita nel suo stesso quartiere, è stato recentemente rilasciato dal carcere, e lo inviata ad unirsi al comitato di sorveglianza del quartiere per cui Ronnie vive controllato e evitato dalla gente del quartiere.
Un giorno Sarah e Brad si baciano nel parco per far ingelosire le altre madri presenti e capiscono che è nata una forte attrazione tra di loro. Un pomeriggio di pioggia Brad si ripara a casa di Sarah mentre il marito è al lavoro. Brad guarda uno dei libri di Sarah e vi trova una sua foto. Mentre Sarah sta asciugando i vestiti nel suo seminterrato, Brad la raggiunge e la bacia, e tra di loro esplode la passione.
Intanto Larry rimane solo poiché la moglie lo lascia portandosi via i figli, lui frustrato una notte va davanti alla casa di Ronnie, il pedofilo, e si scontra verbalmente con May, la madre iperprotettiva dell'uomo che vive ancora con lui. L'anziana May spera che l'incontro di Ronnie con una donna lo possa guarire dalla sua pedofilia e lo iscrive più volte nei siti per appuntamenti tra adulti. Ronnie sa che è inutile, ma accetta di andare ad un appuntamento che May ha organizzato per lui con una donna di nome Sheila. Durante la cena, Ronnie racconta a Sheila del suo problema, mentre Sheila in cambio gli dice che ha avuto una serie di esaurimenti nervosi. I due sembrano andare d'accordo, ma l'appuntamento finisce male perché lui le chiede di accompagnarlo vicino alla scuola elementare, così da poter masturbarsi accanto a lei in macchina. Brad, nel frattempo, dopo aver detto d'aver fallito l'ennesimo esame finale, quando, invece, aveva trascorso un fine settimana con l'amante, fa nascere dei sospetti alla moglie Kathy che lo ha visto frequentare Sarah, tanto che decide di invitarla a cena.
L'intimità evidente tra Brad e Sarah conferma i suoi sospetti e Kathy chiede alla madre di fermarsi da loro per una visita prolungata in modo che Brad e Sarah non possano più vedersi. Brad, convinto dall'amico Larry a unirsi alla loro squadra di rugby, una sera, nell'unica occasione in cui la suocera non lo ha seguito anche lì, a fine partita, incontra Sarah. I due decidono di voler trascorrere la loro vita assieme e di abbandonare marito e moglie. Ma quella sera c'è una tragedia in agguato: Larry, che ha atteso Brad invano in un pub per festeggiare la vittoria, torna da Ronnie con un megafono per schernirlo e quando l'anziana madre May esce per allontanarlo, questa, spinta da Larry, cade, viene colta da un infarto e viene condotta in ospedale.
Al mattino il medico comunica a Ronnie che la madre non ce l'ha fatta ed è morta. La madre ha lasciato al figlio una lettera con poche parole: "Fai il bravo ragazzo". Sconvolto, Ronnie distrugge il salotto di casa con le preziose statuette di ceramica della madre, poi prende un grosso coltello ed esce in strada. Quella stessa notte, Sarah e Brad si accordano per incontrarsi nel parco per fuggire insieme. Brad dice al figlio Aaron che lo ama prima di metterlo a letto, scrive a Kathy un biglietto che spiega perché la sta lasciando, ed esce di casa in silenzio. Prima di poter raggiungere il parco, viene distratto dagli adolescenti di skateboard, che lo convincono a provare a saltare da solo. Brad lo fa, ma cade e si ferisce, svenendo. In ambulanza chiede di avvisare la moglie. In realtà Brad non ha mai lasciato il biglietto, che ha ancora con sé, forse perché non del tutto convinto della decisione presa.
Intanto, Sarah attende Brad al parco, ma incontra Ronnie che piange per la perdita della tanto amata madre: l'uomo barcolla, lei si spaventa perché si accorge che la figlia Lucy di 4 anni si è allontanata e, presa dal panico, va a cercare la figlia, mentre Larry che sta cercando Ronnie, dopo essere stato casa sua, lo incontra nel parco, in penombra che si lamenta perché ha tentato di castrarsi, procurandosi profonde ferite e quasi morendo dissanguato. Larry lo porta all'ospedale e arrivano proprio mentre Kathy incontra Brad alle porte del pronto soccorso.

## Produzione

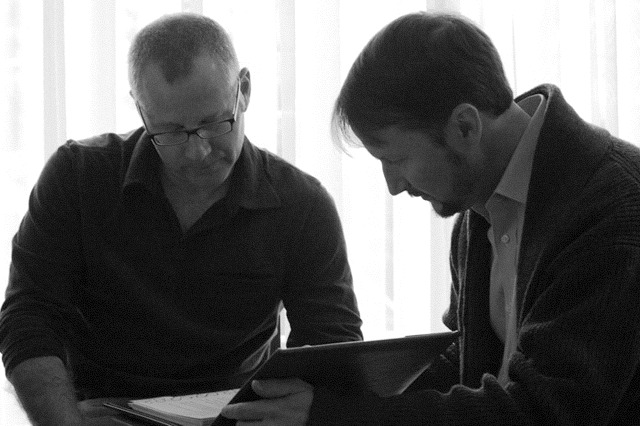
Todd Field e Perotta che lavorano alla sceneggiatura di Little Children

### Sviluppo
Per questo film, il regista Todd Field e lo scrittore Tom Perrotta hanno voluto dirigere la storia in una dimensione diversa rispetto a come era narrata nel romanzo del secondo. "Quando Todd e io abbiamo iniziato a collaborare alla sceneggiatura, speravamo di ricavare qualcosa di nuovo dal mio materiale, piuttosto che limitarci ad adattare il libro in pellicola", ha in seguito dichiarato Perrotta.

### Riprese
Le riprese del film, iniziate il 25 luglio 2005 e conclusesi il 15 settembre seguente, si sono svolte tra Boston, il Maine e New York.
Durante le riprese, Kate Winslet ha poi detto di essersi in parte ferita i glutei dopo aver girato la scena di sesso sul lavandino.

## Promozione
Il trailer ufficiale del film è uscito il 1º settembre 2006, lo stesso giorno della sua première negli Stati Uniti, al Telluride Film Festival.

## Distribuzione
Il film è uscito nelle sale cinematografiche statunitensi a partire dal 6 ottobre 2006 in distribuzione limitata; nel Regno Unito dal 3 novembre seguente, in Italia dal 15 febbraio 2007 e nel resto del mondo nel corso di quest'anno.

### Home video
Il film è uscito in formato Blu-ray e DVD il 1 maggio 2007, non includendo gli extra o commenti del regista.

### Divieti
Il film, per le sue frequenti ed esplicite scene di sesso e nudità, in Italia è stato vietato addirittura ai minori di 18 anni, negli Stati Uniti è stato certificato R (vietato ai minori di 17), mentre nel resto del mondo dai 14 ai 16 anni minimi.

## Accoglienza

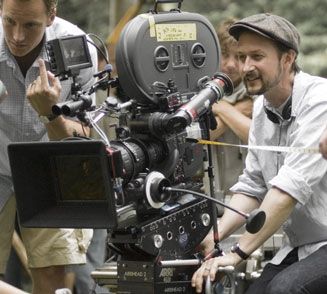
Il regista Todd Field sul set del film

### Incassi
Il film è stato accolto freddamente al botteghino, dove ha guadagnato 5,5 milioni di dollari tra Stati Uniti e Canada, per un totale di 15 milioni in tutto il mondo, a fronte di un budget di circa $ 26 milioni.

### Critica
Il film, nonostante l'insuccesso al botteghino, è stato molto apprezzata dalla critica cinematografica.
Sul sito web Rotten Tomatoes il film riceve l'80% delle recensioni professionali positive, con un voto medio di 8/10, basato su 162 recensioni. Invece su Metacritic il film ottiene un punteggio medio di 75 su 100 basato su 34 critiche, indicando "recensioni generalmente favorevoli".
Il New York Times ha definito Todd Field "uno dei registi americani più colti: è proprio l'intelligenza e la qualità di questo film, ancor più della sua notevole bellezza, che lo eleva Little Children dagli altri usciti negli ultimi anni." Successivamente il giornale ha anche posto Little Children alla nona posizione nella sua "lista dei 10 migliori film del 2006".

## Riconoscimenti
- 2007 - Premio Oscar
  - Nomination Miglior attrice protagonista a Kate Winslet
  - Nomination Miglior attore non protagonista a Jackie Earle Haley
  - Nomination Migliore sceneggiatura non originale a Todd Field e Tom Perrotta
- 2007 - Golden Globe
  - Nomination Miglior film drammatico
  - Nomination Miglior attrice in un film drammatico a Kate Winslet
  - Nomination Migliore sceneggiatura a Todd Field e Tom Perrotta
- 2007 - Premio BAFTA
  - Nomination Miglior attrice protagonista a Kate Winslet
- 2007 - Broadcast Film Critics Association Award
  - Nomination Miglior film
  - Nomination Miglior attrice protagonista a Kate Winslet
  - Nomination Miglior sceneggiatore a Todd Field e Tom Perrotta
- 2007 - Chicago Film Critics Association Award
  - Miglior attore non protagonista a Jackie Earle Haley
  - Nomination Miglior attrice protagonista a Kate Winslet
  - Nomination Migliore sceneggiatura a Todd Field e Tom Perrotta
- 2007 - Empire Award
  - Nomination Miglior attrice protagonista a Kate Winslet
- 2006 - New York Film Critics Circle Award
  - Miglior attore non protagonista a Jackie Earle Haley
- 2006 - Satellite Award
  - Nomination Miglior film drammatico
  - Nomination Miglior attore in un film drammatico a Patrick Wilson
  - Nomination Miglior attrice in un film drammatico a Kate Winslet
  - Nomination Migliore sceneggiatura a Todd Field e Tom Perrotta
- 2007 - Screen Actors Guild Award
  - Nomination Miglior attrice protagonista a Kate Winslet
  - Nomination Miglior attore non protagonista a Jackie Earle Haley[13]